# Chaitivel

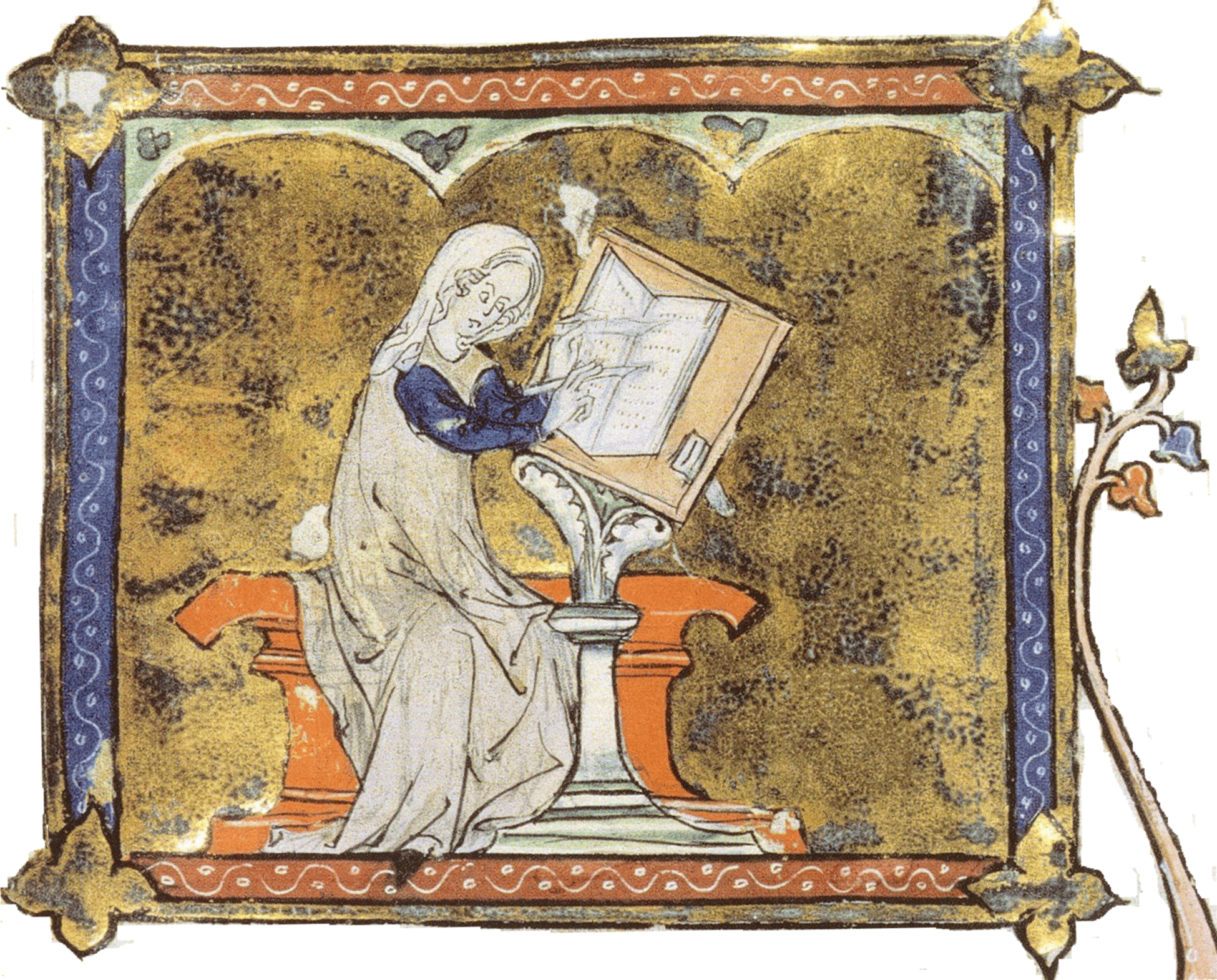
Enluminure représentant Marie de France, Paris, BnF, Bibliothèque de l'Arsenal, Ms. 3142, 256.

Chaitivel, traduit parfois par Le Pauvre Malheureux ou L'Infortuné, est un lai breton écrit par Marie de France dans le cours du XIIe siècle. Au vers 8, la poétesse propose « Les quatre Deuls » (Les Quatre Deuils) comme titre alternatif. C'est le dixième du recueil des Lais de Marie de France. 

## Résumé
L'histoire se déroule à Nantes, où habite une dame parfaitement courtoise. Les chevaliers lui font cour nuit et jour, mais elle ne sait lequel épouser entre quatre barons qui semblent d'égale valeur. Un tournoi a alors lieu pour la fête de Pâques. Les quatre amants s'y affrontent très durement et y sont reconnus les meilleurs. Dans leur élan guerrier, trois d'entre eux meurent, et le quatrième est grièvement blessé, devenu impotent. La dame en est affligée, et organise l'enterrement de ses trois courtisans, puis passe ses journées à réconforter le dernier. La dame décide alors de composer un lai intitulé Les Quatre Deuils, mais le chevalier lui répond qu'il faudrait plutôt l'intituler Chaitivel (Le Pauvre Malheureux), puisque, malgré sa survie, son impotence l'empêche d'épouser la dame et le condamne au malheur. 